# Clemens August von Droste zu Vischering

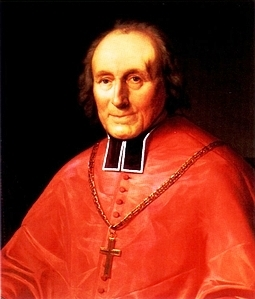
Ärkebiskop Clemens August von Droste-Vischering.

Clemens August von Droste zu Vischering, född 21 januari 1773, död 19 oktober 1845, var en tysk katolsk kyrkopolitiker.
Som generalvikarie för biskopsdömet Münster kom Droste-Vischering i konflikt med den preussiska regeringen angående de så kalla de blandade äktenskapen mellan protestanter och katoliker och nedlade 1821 sitt ämbete. Sedan han 1835 blivit ärkebiskop av Köln, blossade striden upp igen, i det att Droste-Vischering vägrade att erkänna dessa äktenskap, om inte kontrahenterna förband sig att uppfostra barnen till katoliker. 1837 blev han av regeringen häktad, vilket gav uppslag till en häftig och omfattande kyrkopolitisk strid, Kölner Kirchenstreit, som slutade med regeringens nederlag. Droste-Vischering blev frigiven 1839 men återvände inte till sitt stift.